# EvoL
EvoL (em coreano:  이블) foi um girl group sul-coreano formado por Cho PD sob a gravadora Stardom Entertainment. Eles lançaram seu EP de estréia e vídeo musical para a faixa We Are A Bit Different em 10 de agosto de 2012. Depois da notícia do conflito entre os membros do Topp Dogg e sua agência Stardom Entertainment, começaram a surgir relatos do girl group EvoL. Daily Sports informou em 12 de agosto 2015 que a Stardom Entertainment confirmou que o EvoL se desfez tecnicamente quando a Stardom Entertainment se fundiu com a  Hunus Entertainment.

## História

### Pré-estreia
Em março de 2012, Cho PD anunciou o próximo grupo de garotas. Embora inicialmente pretendia estrear em abril através de um show de variedades, sua data de estreia foi alterada para agosto de 2012. O grupo ganhou muito interesse antes de sua estréia de ambos os fãs nacionais e internacionais. O grupo passou por mudanças de membros antes da formação final ser lançada. As membros Saay e J-Da fizeram uma aparição no videoclipe do Block B "Nanlina", ao lado de outros dois ex-membros do grupo, Song Kwanghee e Lee Dasom, a última que era membro do grupo de meninas Tahiti. Jucy também era uma rapper underground conhecida como "Juni.J", e tinha lançado algumas faixas, tendo escrito suas próprias letras. O primeiro teaser de áudio de EvoL foi lançado, seguido de uma série de teasers de vídeo e áudios que exibiram uma amostra de canções de seu EP.

### 2012: estreia comWe Are A Bit Different
Em 10 de agosto de 2012, o grupo lançou seu EP Let Me Explode! é um MV para a faixa We Are A Bit Different. O álbum é composto por cinco faixas e está disponível em CD e também para download digital. Em 16 de agosto, EvoL fez sua estréia no palco com seu single We Are A Bit Different no M! Countdown.

### 2013 - 2015:Second Evolution,Show Me The Money, saída de membros e disband
Em 6 de março de 2013, a EvoL anunciou seu retorno oficial marcado para 18 de março. A Stardom Entertainment também lançou duas imagens teaser de Saay e Hayana. Depois do teaser de Saay e Hayana, EvoL revelou o conceito de fotos para J-DA, Yull e Jucy. EvoL liberou então diversas trilhas de seu segundo mini-álbum Second Evolution em 18 de março ao meio-dia, com a liberação do álbum digital em 19 de março. EvoL mostrou sua "dança de caranguejo", coreografia do vídeo da música para sua faixa-título "Get Up" e lançou um curto teaser clip de 30 segundos do membro J-DA montando um touro mecânico.
No verão de 2013, Jucy lançou um mixtape, e em maio de 2015, juntou-se ao elenco de Show Me The Money (temporadas 2 e 4), porém foi eliminada pouco tempo depois.
No verão de 2015 começaram a surgir rumores de que o contrato de Saay com a Stardom tinha expirado e que ela deixara EvoL enquanto ainda permanecia com Stardom Entertainment, e se redefiniria como artista solo. Cho PD e Stardom Entertainment nunca responderam oficialmente a essas reivindicações, que foram divulgadas por fãs (que também alegaram favoritismo de Cho PD em nome de Saay, afirmando que ela tinha sido dada tratamento especial em comparação com os outros membros). Digamos que mais tarde começou um projeto solo sob o nome "$aay Choreography". Em agosto de 2015, foi revelado que Yull, Hayana e J-Da tiveram seus contratos terminados sem seu conhecimento durante a da Stardom Entertainment com a Hunus Entertainment, eliminando assim efetivamente o grupo.

## Ex-Integrantes
- Yull (em coreano:  율), nascida Lim Yoori (em coreano:  임유리) em 16 de março de 1992 (33 anos).
- Jucy (em coreano:  쥬시), nascida Kim Joonhee (em coreano:  김준희) em 24 de abril de 1992 (32 anos).
- Say (em coreano:  세이), nascida Kwon Sohee (em coreano:  권소희) em 13 de abril de 1993 (31 anos).
- Hayana (em coreano:  하야나), nascida Kristine Yoon (em coreano:  크리스틴윤) em 11 de outubro de 1993 (31 anos).
- J-DA (em coreano:  제이다), nascida Kim Yeonjoo (em coreano:  김연주) em 11 de janeiro de 1994 (31 anos).

## Discografia
Extended plays
| Ano  | Detalhes do álbum | Melhores posições nas paradas | Lista de faixas                                                                                 | Vendas        |
| Ano  | Detalhes do álbum | KOR                           | Lista de faixas                                                                                 | Vendas        |
| ---- | --- | ----------------------------- | ----------------------------------------------------------------------------------------------- | ------------- |
| 2012 | "폭파해줘! (Let Me Explode!)" - Lançamento: 10 de agosto de 2012 - Língua: Coreano - Duração: 18:21 - Gravadora: Stardom Entertainment - Formatos: CD, download digital | 20                            | 1. 폭파해줘 2. I'm Sorry 3. Magnet 4. 우린 좀 달라 5. 1. 2. 3. 4. 5                             | - KOR: 1.597+ |
| 2013 | "Second Evolution" - Lançamento: 19 de março de 2013 - Língua: Coreano - Duração: TBA - Gravadora: Stardom Entertainment - Formatos: CD, download digital               | 12                            | 1. Get up 2. LOVE 3. Magnet 4. I'm Sorry 5. Get up (remix White Dress) 6. Get up (instrumental) | - KOR: 1.428+ |

### Videoclipes
| Ano  | Videoclipe                               | Duração |
| ---- | ---------------------------------------- | ------- |
| 2012 | "우린 좀 달라 ("We Are A Bit Different") | 3:43    |
| 2013 | Get Up                                   | 2:49    |